# Bitwa o Rogaty Gród
Bitwa o Rogaty Gród – bitwa ze stworzonej przez J.R.R. Tolkiena mitologii Śródziemia.
Było to główne starcie pomiędzy siłami ludzi z Rohanu a armią Sarumana, w którym walczyli również niektórzy członkowie Drużyny Pierścienia. Została stoczona 3–4 marca 3019 roku Trzeciej Ery pomiędzy wojskami Rohanu a armią Sarumana podczas Wojny o Pierścień.
Batalii tej, jednemu z ważniejszych wydarzeń w fabule Władcy Pierścieni, poświęcono rozdział siódmy księgi trzeciej Dwóch wież, drugiej części powieści.

## Bitwa o Rogaty Gród

### Przed bitwą
Oddział króla Théodena (około 1000 jeźdźców, wśród których byli też Aragorn, Legolas, Gimli i Éomer) śpieszył ku brodom na Isenie, by wesprzeć walczących tam żołnierzy Erkenbranda. Gdy jednak późnym popołudniem 3 marca dotarły do monarchy wieści o klęsce Rohirrimów w drugiej bitwie u brodów, postanowił, zgodnie z radą Gandalfa Białego, skierować się do Helmowego Jaru. W zapadających ciemnościach jego oddziałowi udało się tam dotrzeć. Po drodze dołączyło do niego kilka grup żołnierzy wycofujących się z okolic brodów. W Rogatym Grodzie, twierdzy położonej u wylotu jaru, król zastał załogę liczącą około 1000 wojowników; w większości byli to jednak ludzie starzy albo bardzo młodzi. Natomiast w Błyszczących Pieczarach, leżących w głębi jaru, schroniło się wielu mieszkańców Zachodniej Bruzdy, którzy uciekli przed żołdakami Sarumana.
W obliczu nadciągającego wroga Rohirrimowie przygotowali się do bitwy. Théoden, wraz z częścią swej gwardii i większością wojowników z Zachodniej Bruzdy, zajął pozycje w grodzie. Éomer, Aragorn, Legolas i Gimli oraz żołnierze z Edoras obsadzili mur zewnętrzny, broniący dostępu do jaru (tzw. Helmowych Wrót). Przerwę między wałami położonego dalej Helmowego Szańca zajęła niezbyt liczna konna straż tylna.

### Szturm armii Sarumana
Przed północą nadeszła z Isengardu armia Sarumana, złożona z około 10 000 orków, Uruków i Dunlendingów. Zepchnęli straż tylną Rohirrimów do grodu i sforsowali szaniec. Nadeszła burza – w świetle piorunów żołnierze Théodena

zobaczyli całą przestrzeń między grodem a szańcem zalaną białym światłem, w którym kipiało i roiło się mrowie orków.

Atak wroga skierował się głównie na zewnętrzny mur i na bramę twierdzy. Obrońcy odpowiedzieli gradem strzał – na krótko powstrzymało to oblegających, którzy po chwili ponowili szturm. Szczególnie trudna sytuacja była przy bramie, gdzie atakowali najroślejsi orkowie i Dunlendingowie. Ich dwa tarany omal nie zniszczyły drewnianych wrót do grodu, jednak Aragorn, Éomer i Gimli, wraz z garstką wojowników, wyszli przez boczną furtę i dokonali wypadu. Natarcie to zaskoczyło Isengardczyków, którzy po krótkiej walce uciekli. Na chwilę atak został wstrzymany, zaś obrońcy zdołali umocnić wrota barykadą.

### Isengardczycy wdzierają się do jaru
Wkrótce armia Sarumana ponownie ruszyła do szturmu.

Liny opatrzone hakami zarzucali na parapet tak szybko, że obrońcy nie mogli nadążyć z odcinaniem ich, setki wysokich drabin przystawiano jednocześnie do muru.

Wzdłuż całej linii murów trwała walka. W pewnym momencie orkowie przekradli się do jaru przez przepust w murze, którym płynął Helmowy Potok. Zostali jednak dostrzeżeni i wybici, zaś Rohirrimowie pod kierunkiem Gimlego zablokowali przepust kamieniami. Żołdacy Sarumana zaprzestali ataku. Z nieuwagi obrońców skorzystali Isengardczycy, którzy wysadzili w powietrze przepust i przez wyłom dostali się do jaru. Jednocześnie podczas nowego szturmu orkowie wdarli się na zewnętrzny mur i zepchnęli z niego Rohirrimów. Część z nich, wraz z Aragornem i Legolasem, przebiła się do grodu. Reszta, wśród których byli Éomer i Gimli, wycofała się do jaskiń. Przez resztę nocy żołdacy Sarumana atakowali gród i jaskinie, lecz nie zdołali ich zdobyć.

### Szarża Théodena i koniec walki
O świcie 4 marca udało im się wysadzić bramę. Wtedy jednak król Théoden wraz z Aragornem ruszył do ataku na czele jeźdźców. Monarcha postanowił bowiem wyjść na spotkanie wroga, gotowy zginąć w walce. Szarża ta była gwałtowna i zaskoczyła nieprzyjaciela. Wśród dźwięków rogów Théoden zepchnął Isengardczyków poza szaniec, a w tym samym czasie również ludzie z jaskiń ruszyli do ataku. Wyparte spod twierdzy, choć nadal liczne, wojska Sarumana znalazły się pomiędzy Rohirrimami a „lasem” huornów, którzy przymaszerowali ze zdobytego Isengardu. Wkrótce na zachodnim skraju wzgórz na wjeździe do jaru pojawił się Gandalf i przybyły wraz z nim oddział Erkenbranda z Zachodniej Bruzdy (około 1000 ludzi). Gdy ruszyli oni do ataku, podobnie jak jeźdźcy Théodena, zdezorientowani żołdacy Sarumana nie stawili oporu. Dunlendingowie poddali się, a orkowie bezładnie uciekli do „lasu”.

Z jękiem wpadli w cień drzew. Ani jeden stamtąd nie wyszedł.

### Konsekwencje
Bitwa o Rogaty Gród była jedną z ważniejszych batalii Wojny o Pierścień. Zakończyła się zwycięstwem wojsk króla Théodena. Przesądziło o tym pojawienie się huornów. Niebezpieczeństwo dla Rohanu ze strony Sarumana zostało zażegnane i dzięki temu Rohirrimowie mogli ruszyć na pomoc Gondorowi.

## Ekranizacja Petera Jacksona
Bitwa o Helmowy Jar jest jednym z najbardziej widowiskowych fragmentów filmu Dwie wieże w reżyserii Petera Jacksona. Przebieg walki został zmieniony względem pierwowzoru, podobnie jak okoliczności, w jakich dochodzi do batalii. Samo określenie „bitwa o Helmowy Jar” pojawia się tylko w filmie.

### Wersja kinowa
W ekranizacji Jacksona król Théoden nie wyrusza stawić czoła najazdowi Sarumana, jak radzą mu Gandalf i Aragorn, lecz prowadzi całą ludność Edoras, wśród której znajduje się też Éowina, do Helmowego Jaru, by tam skryć się przed napaściami żołdaków Sarumana. Nie ma z nim Éomera, który wskutek intryg Grímy został wygnany wraz ze swoim oddziałem z królestwa. W przeciwieństwie do książki, Gandalf jest sceptycznie nastawiony do Helmowego Jaru. Po otrzymaniu wieści o zbliżającej się dziesięciotysięcznej armii Uruków, Théoden pośpiesznie zaczyna przygotowywać się do obrony. Kobiety i dzieci chronią się w jaskiniach, a król mobilizuje obrońców, którzy jednak są niezbyt liczni (w filmie padają słowa o trzystu ludziach) i nie są zbyt doświadczonymi wojownikami. Nieoczekiwanie dołącza do nich oddział kilkuset elfów z Lothlórien pod wodzą Haldira, wysłany przez Galadrielę po naradzie z Elrondem.
Przebieg samej batalii różni się w szczegółach od opisu w powieści. W zaciekłej walce, po wysadzeniu muru, ginie Haldir, a Urukowie wdzierają się do wnętrza grodu, zmuszając rohańskich wojowników do schronienia się w królewskim dworze. Gdy Isengardczycy wyważają bramy ostatniego punktu oporu, Théoden, namówiony przez Aragorna, rzuca się wraz ze swoimi ludźmi, którzy zdążyli dosiąść koni, do szarży na wroga. Udaje im się przebić poza mury grodu, gdzie stają naprzeciw ciągle licznych sił wroga. Wtedy jednak pojawia się Gandalf wraz ze sprowadzonym z odsieczą Éomerem. Szarża jego oddziału po stromym zboczu, w promieniach wschodzącego słońca, rozbija armię Sarumana, która rzuca się do ucieczki.

### Wersja reżyserska
W tej wersji filmu, wydanej na DVD, umieszczono dodatkowo krótką scenę pokazującą koniec Uruków – wbiegają oni w „las” huornów, gdzie wszyscy giną.